# Knut Fägerskiöld
Knut Henrik Fägerskiöld, född 24 november 1840 i Dannäs socken, Jönköpings län, död 8 juli 1912 i Trosa, var en svensk friherre, civilingenjör och konstnär.
Han var son till kammarherren Carl Bernhold Fägerskiöld och friherrinnan Aurora Vilhelmina Ulrika Sparre och från 1865 gift med Georgina Sofia Gunilla Adelsköld och far till Helga Fägerskiöld. Fägerskiöld studerade vid Uppsala universitet 1860 och var elev vid statens järnvägsbyggnader 1861 samt blev nivellör där 1862–1865. Han var anställd som arbetsingenjör vid Uddevalla–Vänersborg–Herrljunga järnvägsbyggnad 1865–1869 och överingenjör för Ulricehamn–Vartofta järnvägsbyggnad 1871–1874. Fägerskiöld var entreprenör för järnvägsbyggnaden vid Lidköping–Håkantorp 1877–1880, Stockholm–Rimbo 1882–1885, Härnösand–Sollefteå 1891–1895 och Vikbolandets 1892–1894.

## Galleri

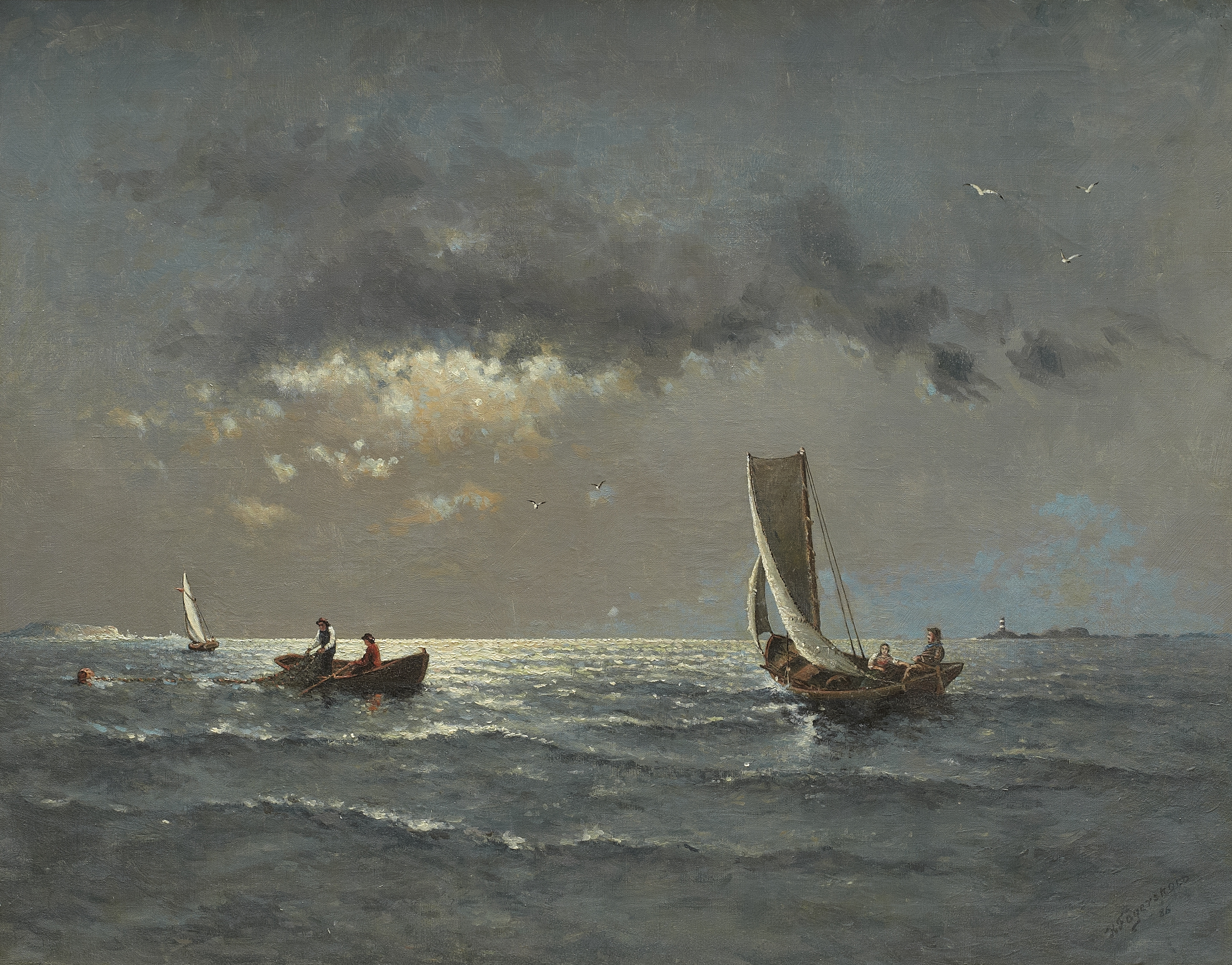
Fiskare i månsken (1886).
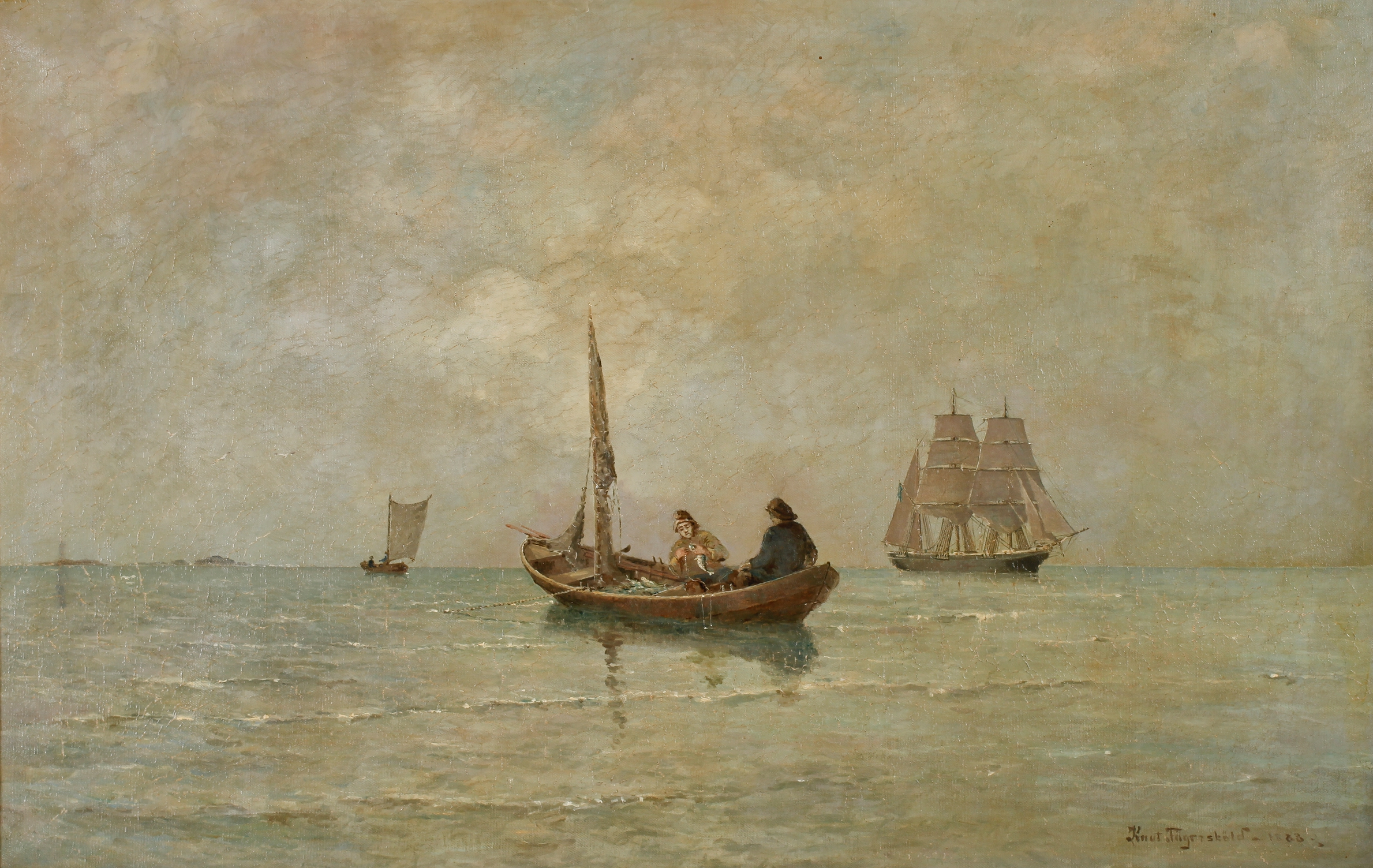
Marinmotiv (1888).